# There's No Other Way
"There's No Other Way" é uma canção da banda britânica Blur, lançada em 15 de abril de 1991 como segundo single de seu álbum de estreia, Leisure.

## Legado
Uma versão jogável da canção está presente na franquia Rock Band, além de também poder ser baixada para o jogo eletrônico Guitar Hero 5. Kurt Cobain, da banda estadunidense Nirvana, afirmou à NME que "There's No Other Way" era sua canção britânica favorita de 1991.

## Posição nas paradas musicais
| Parada (1991–92)                               | Melhor posição |
| ---------------------------------------------- | -------------- |
| Austrália (ARIA)                               | 113            |
| Reino Unido (OCC)                              | 8              |
| Estados Unidos (Billboard Hot 100)             | 82             |
| Estados Unidos (Billboard Alternative Airplay) | 5              |
| Estados Unidos (Billboard Dance Club Songs)    | 15             |
| Estados Unidos (Cash Box Top 100)              | 61             |

## Certificações
| Região                                                                                                  | Certificação | Vendas   |
| --- | ------------ | -------- |
| Reino Unido (BPI)                                                                                       | Prata        | 200,000^ |
| *números de vendas baseados somente na certificação ^números de vendas baseados somente na certificação |              |          |